# بخش گواسایان
بخش گواسایان (به اسپانیایی: Departamento Guasayán) یک منطقهٔ مسکونی در آرژانتین است که در استان سانتیاگو دل استرو واقع شده‌است. بخش گواسایان ۲٬۵۸۸ کیلومتر مربع مساحت و ۷٬۴۰۴ نفر جمعیت دارد.